# Melicope accedens
Melicope accedens är en vinruteväxtart som först beskrevs av Carl Ludwig von Blume, och fick sitt nu gällande namn av Thomas Gordon Hartley. Melicope accedens ingår i släktet Melicope och familjen vinruteväxter. Inga underarter finns listade i Catalogue of Life.